# Jataí (kommun)
Jataí är en kommun i Brasilien.   Den ligger i delstaten Goiás, i den centrala delen av landet, 500 km sydväst om huvudstaden Brasília. Antalet invånare är 88 048. Arean är 7,2 kvadratkilometer.
Terrängen i Jataí är platt.
Följande samhällen finns i Jataí:
- Jataí

Omgivningarna runt Jataí är huvudsakligen savann. Runt Jataí är det glesbefolkat, med 11 invånare per kvadratkilometer.